# 阿连德主义

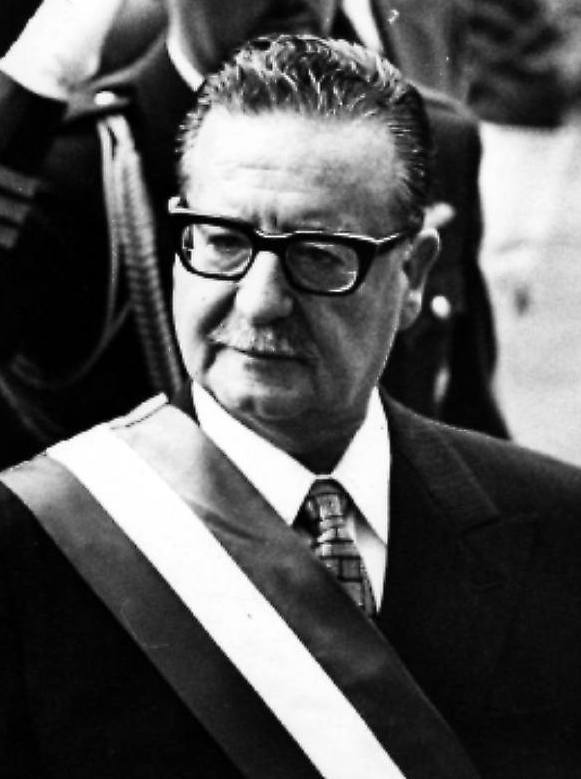
披着总统绶带的萨尔瓦多·阿连德

阿连德主义（西班牙語：Allendismo）是一种意识形态思潮，其立场和路线基于智利前总统萨尔瓦多·阿连德的政府。1970年，阿连德领导的“人民团结”联盟上台执政，直到1973年被奥古斯托·皮诺切特发动的军事政变推翻。在政治光谱中，阿连德主义位于左翼和中左翼之间，其原则基于民主社会主义、制度主义和改良主义。该思潮的追随者被称为“阿连德主义者”。